# Malika (Dailekh)
Malika (nep. मालिका) – gaun wikas samiti w zachodniej części Nepalu w strefie Bheri w dystrykcie Dailekh. Według nepalskiego spisu powszechnego z 2011 roku liczył on 1061 gospodarstw domowych i 5564 mieszkańców (2927 kobiet i 2637 mężczyzn).